# Henriette Ekwe Ebongo

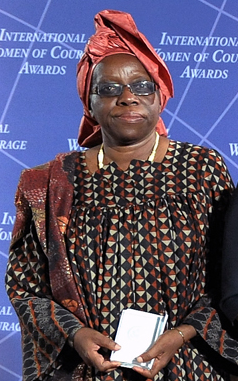
Henriette Ekwe Ebongo (2011)

Henriette Ekwe Ebongo (* 25. Dezember 1949 in Ambam) ist eine kamerunische Journalistin und Aktivistin. 

## Leben und Wirken
Seit der Diktatur Ahmadou Ahidjos kämpfte Henriette Ekwe Ebongo für Demokratie und musste dafür Drohungen, Vorladungen vor einen Militärgerichtshof und Folter ertragen. Unter der Regierung Paul Biyas setzte sie sich für die Zulassung der Pressefreiheit ein. Heute ist sie die Herausgeberin der unabhängigen Wochenzeitung Babela. In den letzten Jahren widmete sich Ebongo besonders dem Kampf für die Gleichberechtigung von Frauen und gegen Korruption. Sie ist Mitbegründerin der Organisation Transparency International Kamerun.

## Auszeichnungen

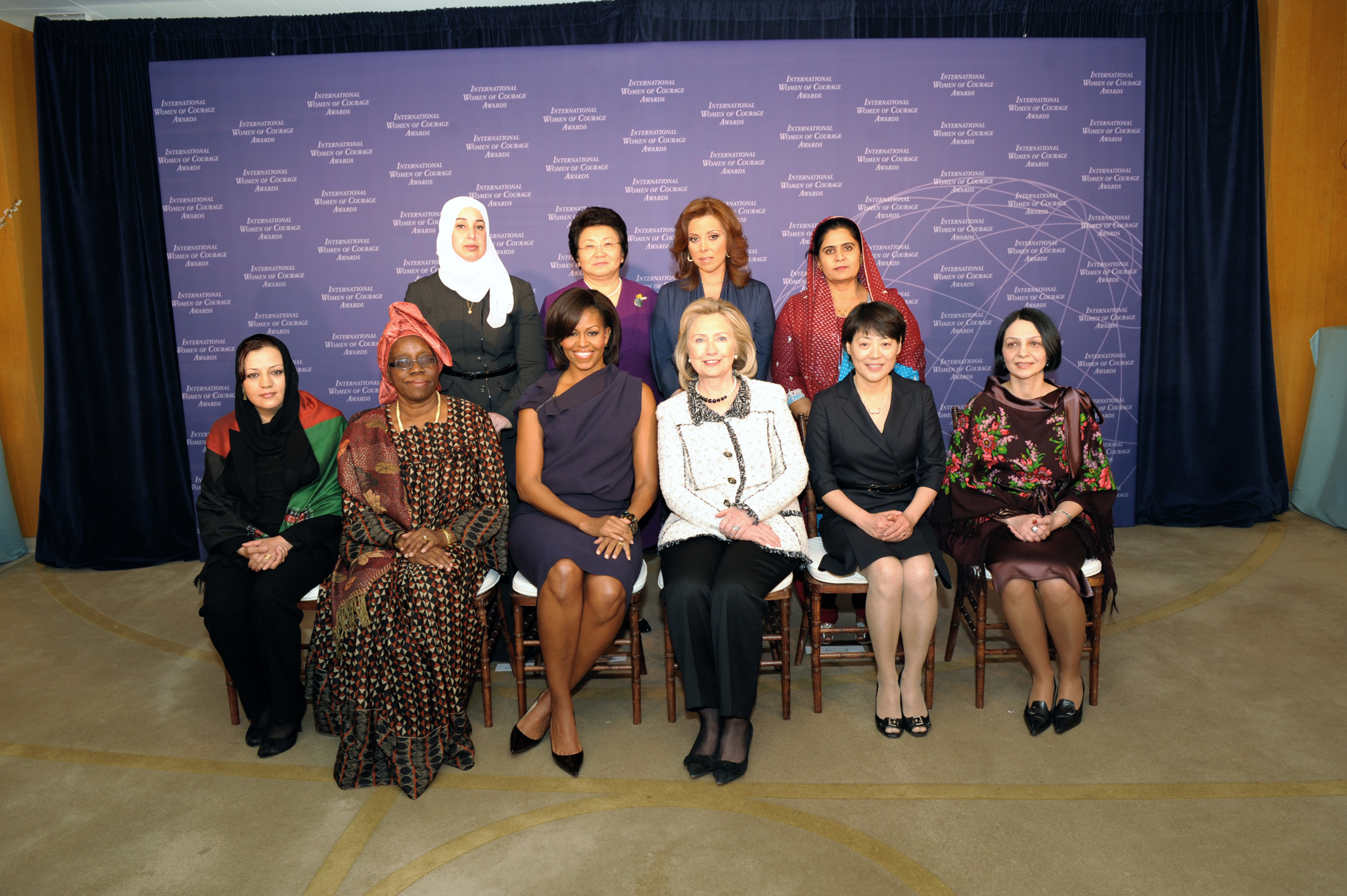
Henriette Ekwe Ebongo (vordere Reihe, 2. von links) bei der Verleihung des International Women of Courage Award 2011 mit den anderen Preisträgerinnen sowie Michelle Obama und Hillary Clinton

2011 erhielt Henriette Ekwe Ebongo als eine von zehn Frauen den vom Außenministerium der Vereinigten Staaten verliehenen International Women of Courage Award. Die damalige Außenministerin Hillary Clinton ehrte sie „für lebenslanges selbstloses Engagement für Gerechtigkeit, Rechtsstaatlichkeit, Menschenrechte und Meinungsfreiheit unter großen Verlusten für sie selbst, ihre Sicherheit, ihre Familie und ihre Akzeptanz in der Gesellschaft“.